# جبل الهند
جبل الهند عبارة عن جبل بركاني خامد يقع في السعودية، ويقع تحديداً في حرة عويرض الواقعة بين منطقتي المدينة المنورة وتبوك. يبلغ ارتفاع الجبل نحو 1405 م.